# Lijst van kastelen in Zeeland
Dit is een lijst van kastelen in de Nederlandse provincie Zeeland. In de lijst zijn alleen die kastelen en voormalige kastelen opgenomen die verdedigbaar waren of zo bedoeld zijn, en voor bewoning bestemd waren. Een deel van de kastelen in de lijst is op dit moment een landhuis dat gebouwd is op de fundamenten van een (verdwenen) kasteel.
| Kasteel                           | Plaats                   | Gemeente           | Bouwperiode                      | Type                      | Huidige staat                                                                                 | Toegankelijk            | Afbeelding |
| --------------------------------- | ------------------------ | ------------------ | -------------------------------- | ------------------------- | --------------------------------------------------------------------------------------------- | ----------------------- | ---------- |
| Abeele, Den                       | Oost-Souburg             | Vlissingen         |                                  |                           |                                                                                               |                         |            |
| Aldegonde                         | West-Souburg             | Vlissingen         | 15e eeuw                         |                           | afgebroken in 1783                                                                            |                         |            |
| Axel                              | Axel                     | Terneuzen          | 12e eeuw                         |                           | Verdwenen, restanten ondergronds                                                              |                         |            |
| Slot Baarland                     | Baarland                 | Borsele            |                                  |                           | gesloopt                                                                                      |                         |            |
| Baarsdorp                         | Baarsdorp                | Borsele            | 13e eeuw                         |                           | 16e/17e eeuw afgebroken                                                                       |                         |            |
| Barbistein                        | Heinkenszand             | Borsele            | 14e of 15e eeuw                  |                           | 1905 afgebroken                                                                               |                         |            |
| Biervliet                         | Biervliet                | Terneuzen          | circa 1200                       |                           | 1552 verwoest                                                                                 |                         |            |
| Biesterveld                       | Westenschouwen           | Schouwen-Duiveland |                                  |                           |                                                                                               |                         |            |
| Biggekerke                        | Biggekerke               | Veere              |                                  |                           |                                                                                               |                         |            |
| Bloodenburg                       | Zierikzee                | Schouwen-Duiveland | 13e eeuw                         |                           | verwoest in 1304                                                                              |                         |            |
| Boede, Der                        | Koudekerke               | Veere              |                                  |                           |                                                                                               |                         |            |
| Borrendamme                       | Borrendamme              |                    |                                  |                           | verwoest in 1304                                                                              |                         |            |
| Brijdorpe                         | Brijdorpe                | Schouwen-Duiveland | 12e eeuw                         |                           | verdwenen                                                                                     |                         |            |
| Bruëlis                           | Kapelle                  | Kapelle            | circa 1350                       |                           | afgebroken begin 19e eeuw, restanten ondergronds                                              | hertenkamp              |            |
| 't Burchtje                       | Yerseke                  | Reimerswaal        | eind 13e eeuw, herbouw rond 1430 | mottekasteel              | verdwenen begin 16e eeuw                                                                      |                         |            |
| Burggravensteen                   | Cadzand                  | Sluis              | 12e eeuw                         |                           | verwoest in 1794                                                                              |                         |            |
| Buttinge                          | Buttinge                 | Veere              | 12e-13e eeuw                     | mottekasteel              | heuvel is in 1951 verdwenen                                                                   |                         |            |
| Citadel van Alva                  | Vlissingen               | Vlissingen         |                                  |                           | restanten ondergronds                                                                         |                         |            |
| Coxijde                           |                          | Sluis              |                                  |                           | waarschijnlijk door inundatie verdwenen                                                       |                         |            |
| Crayenstein                       | Burgh                    | Schouwen-Duiveland | 15e eeuw                         |                           | afgebroken in 1890, herbouwd als boerderij                                                    |                         |            |
| Duinbeek                          | Oostkapelle              | Veere              | vóór 1350, herbouwd in 1715      |                           |                                                                                               | nee                     |            |
| Duivelsberg                       | Kapelle                  | Kapelle            | 13e eeuw                         |                           | deel van de heuvel is bewaard gebleven                                                        | ja                      |            |
| Duivendijke                       | Brijdorpe                | Schouwen-Duiveland |                                  |                           | restanten ondergronds                                                                         |                         |            |
| Ellewoutsdijk                     | Ellewoutsdijk            | Borsele            | 13e eeuw, herbouw 1320           |                           | 1822, kasteelheuvel bewaard                                                                   |                         |            |
| Filippenburg                      | Haamstede                | Schouwen-Duiveland | middeleeuwen                     |                           | 1760                                                                                          |                         |            |
| Geersdijk                         | Geersdijk                | Noord-Beveland     | middeleeuwen                     |                           | onbekend                                                                                      |                         |            |
| Gistellis                         | Kapelle                  | Kapelle            | 14e eeuw                         |                           | afgebroken rond 1800; restanten ondergronds                                                   |                         |            |
| Gravenhof                         | Zierikzee                | Schouwen-Duiveland | 2e helft 13e eeuw                |                           | gesloopt in de 16e eeuw                                                                       |                         |            |
| Haamstede                         | Haamstede                | Schouwen-Duiveland |                                  |                           | volledig intact                                                                               | enkel groepen           |            |
| Hellenburg                        | Baarland                 | Borsele            |                                  |                           | reliëf zichtbaar                                                                              | ja                      |            |
| Herkestein                        | Looperskapelle           | Schouwen-Duiveland | eind 13e eeuw                    |                           | vóór 1426 verdwenen, restanten ondergrond aanwezig                                            |                         |            |
| Heuvelsweg, Berg aan de           | Zierikzee                | Schouwen-Duiveland | 11e eeuw                         | mottekasteel              | heuvel bewaard gebleven                                                                       |                         |            |
| Hof van Bloys, zie Huus ter Tolne |                          |                    |                                  |                           |                                                                                               |                         |            |
| Hooge, Ter                        | Middelburg               | Middelburg         |                                  |                           | verbouwd                                                                                      | nee                     |            |
| Hoogkamer                         | Oud-Vossemeer            | Tholen             | 15e eeuw (?)                     |                           | verdwenen                                                                                     |                         |            |
| Hulst                             | Hulst                    | Hulst              |                                  |                           |                                                                                               |                         |            |
| Jansteen, St.                     | Sint Jansteen            | Hulst              | 12e eeuw                         |                           | mogelijk in 1747 verwoest                                                                     |                         |            |
| Kats                              | Kats                     | Noord-Beveland     | 13e eeuw                         |                           | verdwenen in 1530                                                                             |                         |            |
| Kind van Trente                   | Kruiningen               | Reimerswaal        | 15e eeuw?                        |                           | verdwenen                                                                                     |                         |            |
| Klein Egypte, zie: Huus ter Tolne |                          |                    |                                  |                           |                                                                                               |                         |            |
| Kleverskerke                      | Kleverskerke             | Middelburg         | 11e-13e eeuw                     | mottekasteel              | heuvel is bewaard gebleven                                                                    |                         |            |
| Kortgene                          | Kortgene                 | Noord-Beveland     | 1411-1413                        |                           | 1530-1532 door stormvloeden verwoest                                                          |                         |            |
| Kreke                             | Yerseke                  | Reimerswaal        | 13e eeuw                         |                           | 1530 door stormvloed verwoest                                                                 |                         |            |
| Kruiningen                        | Kruiningen               | Reimerswaal        | 13e eeuw                         |                           | 1720/1721 afgebroken                                                                          |                         |            |
| Laterdale                         | Veere                    | Veere              | 13e eeuw                         |                           | 1602 afgebrand                                                                                |                         |            |
| Lodijke                           | Yerseke                  | Reimerswaal        | 13e eeuw                         |                           | restanten onderwater                                                                          |                         |            |
| Maalstede                         | Hulst                    | Hulst              |                                  |                           | verdwenen; restanten ondergronds                                                              |                         |            |
| Maalstede                         | Kapelle                  | Kapelle            | circa 1200                       |                           | rond 1810 afgebroken; restanten ondergronds; opgemetselde funderingen                         | terrein is toegankelijk |            |
| Maartensdijk, St.                 | Sint-Maartensdijk        | Tholen             |                                  |                           |                                                                                               |                         |            |
| Magdalon, zie Laterdale           | Veere                    | Veere              |                                  |                           |                                                                                               |                         |            |
| Hof Ter Moere                     | Zuiddorpe                | Terneuzen          | 14e eeuw                         |                           | verdwenen vóór 1774                                                                           |                         |            |
| Moermond                          | Renesse                  | Schouwen-Duiveland |                                  |                           | verbouwd                                                                                      |                         |            |
| Mortiere, Te                      | Arnemuiden               | Middelburg         | 1273-1281                        |                           | Verdwenen                                                                                     |                         |            |
| Muiden                            | Wolphaartsdijk           | Goes               | 13e eeuw                         |                           | 1377 verwoest                                                                                 |                         |            |
| Nieuwerve                         | Nieuwerve                |                    | 13e eeuw                         |                           | rond 1800 afgebroken                                                                          |                         |            |
| Oostende                          | Hoedekenskerke           | Borsele            | 13e eeuw                         |                           | verdwenen na 1520/1521                                                                        |                         |            |
| Oostende (Goes)                   | Goes                     | Goes               |                                  |                           | restanten                                                                                     |                         |            |
| Oosterstein                       | Oosterland               | Schouwen-Duiveland | kort na 1371                     |                           | afgebroken in 1761; rijksmonument                                                             |                         |            |
| Oost-Souburg                      | Oost-Souburg             | Vlissingen         |                                  |                           | reliëf zichtbaar                                                                              |                         |            |
| Hof ter Nisse                     | Nisse                    | Borsele (gemeente) | 13e eeuw                         |                           | afgebroken in 1844; boerderij, vliedberg en hek behouden                                      |                         |            |
| Hof ter Nisse                     | Ossenisse                | Hulst              | 1290?                            | oorspronkelijk een uithof | verdwenen in de Westerschelde                                                                 |                         |            |
| Poelvoorde                        | 's-Gravenpolder          | Borsele            | vóór 1386                        |                           | verdwenen, locatie onbekend                                                                   |                         |            |
| Poortvliet                        | Poortvliet               | Tholen             | 1200                             | mottekasteel              | verwoest in 1204; vóór 1220 opgevolgd door een nieuw kasteel, dat in de 16e eeuw is verdwenen |                         |            |
| Popkensburg                       | Sint Laurens             | Middelburg         |                                  |                           | restanten                                                                                     |                         |            |
| Pottere, De                       | Noordgouwe               | Schouwen-Duiveland | 16e eeuw                         |                           | gesloopt in 1729, binnenmuren van boerderij zijn afkomstig van het kasteel                    |                         |            |
| Poucques                          | Kapelle                  | Kapelle            | 14e eeuw                         |                           | restanten ondergronds                                                                         | ja                      |            |
| Prinsenhuis                       | Vlissingen               | Vlissingen         | 1582-...                         |                           | restanten ondergronds                                                                         |                         |            |
| Pronkenburg                       | Kapelle                  | Kapelle            | 15e eeuw?                        |                           | restanten ondergronds                                                                         | ja                      |            |
| Rammekens                         | Ritthem                  | Vlissingen         |                                  |                           | afgebroken 1e helft 16e eeuw                                                                  |                         |            |
| Ravenstein                        | Kloetinge                | Goes               | 14e eeuw                         |                           | 1721 afgebroken; restanten ondergronds                                                        |                         |            |
| Reimerswaal                       | Yerseke                  | Reimerswaal        |                                  |                           | verdwenen                                                                                     |                         |            |
| Saaftinge                         | Walsoorden               | Hulst              | 1279                             |                           | verdwenen 16e eeuw                                                                            |                         |            |
| Sabbinge/Hoge Huis                | Oud-Sabbinge             | Goes               |                                  |                           |                                                                                               |                         |            |
| Schengen                          | 's-Heer Arendskerke      | Goes               | 13e-14e eeuw                     |                           | afgebroken in de 17e of 18e eeuw                                                              |                         |            |
| Sluis                             | Sluis                    | Sluis              |                                  |                           | reliëf zichtbaar                                                                              |                         |            |
| Smallegange                       | Abbekinderen             | Kapelle            | 14e eeuw                         |                           | afgebroken vóór 1696; terrein is rijksmonument                                                |                         |            |
| Stavenisse                        | Stavenisse               | Tholen             |                                  |                           |                                                                                               |                         |            |
| Steenhoven                        | Steenhoven               | Sluis              |                                  |                           |                                                                                               |                         |            |
| Huus ter Tolne                    | Tholen                   | Tholen             | 13e eeuw                         |                           | verdwenen                                                                                     |                         |            |
| Tolhuis van Iersekeroord          | Zuid-Beveland            |                    | vóór 1321                        | tolhuis                   | verdwenen                                                                                     |                         |            |
| Torenberg                         | Zaamslag                 | Terneuzen          |                                  |                           |                                                                                               |                         |            |
| Torenhoeve                        | Oud-Vossemeer            | Tholen             | 15e/16e eeuw                     |                           | verdwenen                                                                                     |                         |            |
| Toren van Bourgondië              | Sluis                    | Sluis              | 1405                             |                           | 1537 afgebroken (restanten ondergronds)                                                       |                         |            |
| Troye                             | Borssele                 | Borsele            |                                  |                           |                                                                                               |                         |            |
| Valkenisse                        | Valkenisse               | Reimerswaal        | 13e eeuw                         |                           | verdwenen door stormvloed                                                                     |                         |            |
| Vinninghen                        | Hoedekenskerke           | Borsele            | 13e eeuw                         | mottekasteel              | 17e eeuw verdwenen                                                                            |                         |            |
| Vliedberg Bieweg                  | Zanddijk                 | Veere              | 11e-13e eeuw                     |                           | reliëf zichtbaar                                                                              |                         |            |
| Vlissingen                        | Vlissingen               | Vlissingen         | 13e eeuw                         |                           | verdwenen                                                                                     |                         |            |
| Voorhoute                         | Kruiningen               | Reimerswaal        | 14e eeuw                         |                           | 1751 afgebroken                                                                               |                         |            |
| Hof te Vossemeer, zie Torenhoeve  | Oud-Vossemeer            | Tholen             |                                  |                           |                                                                                               |                         |            |
| Waarde                            | Waarde                   | Reimerswaal        | 13e eeuw                         | mottekasteel              | verdwenen                                                                                     |                         |            |
| Watervliet                        | Heinkenszand             | Borsele            | 14e/15e eeuw, nieuwbouw in 1588  |                           | in 1793 afgebroken                                                                            |                         |            |
| Weldamme                          | Zierikzee                | Schouwen-Duiveland |                                  |                           |                                                                                               |                         |            |
| Welland                           | Noordwelle               | Schouwen-Duiveland | 13e eeuw                         |                           | verdwenen                                                                                     |                         |            |
| Wemeldinge                        | Wemeldinge               | Kapelle            |                                  |                           | reliëf zichtbaar                                                                              |                         |            |
| Huis te Werf/'s-Heer Hendriksburg | 's-Heer Hendrikskinderen | Goes               | eind 13e eeuw                    |                           | 1803 afgebroken                                                                               |                         |            |
| Werve, Te                         | Kerkwerve                | Schouwen-Duiveland | 14e eeuw                         |                           | verdwenen tussen 1696 en 1753                                                                 |                         |            |
| Westenschouwen                    | Westenschouwen           | Schouwen-Duiveland | 10-11e eeuw                      | mottekasteel              | afgegraven in de 19e eeuw                                                                     |                         |            |
| Westhove                          | Oostkapelle              | Veere              |                                  |                           | verbouwd                                                                                      | deels                   |            |
| Westkerke                         | Sint-Maartensdijk        | Tholen             |                                  |                           | kasteelheuvel is bewaard gebleven                                                             |                         |            |
| Windenburg                        | Dreischor                | Schouwen-Duiveland |                                  |                           | verdwenen                                                                                     |                         |            |
| Zaamslag, Commanderij             | Zaamslag                 | Terneuzen          | 13e eeuw                         |                           | 1586 in zee verdwenen door inundaties                                                         |                         |            |
| Zandenburg                        | Veere                    | Veere              |                                  |                           | reliëf zichtbaar                                                                              |                         |            |
| Zuiddorpe: zie Hof Ter Moere      | Zuiddorpe                | Terneuzen          |                                  |                           |                                                                                               |                         |            |
| Zwanenburg                        | Capelle                  | Schouwen-Duiveland | 13e/14e eeuw                     |                           | afgebroken                                                                                    |                         |            |

Drenthe ·
Flevoland ·
Friesland ·
Gelderland ·
Groningen ·
Limburg ·
Noord-Brabant ·
Noord-Holland ·
Overijssel ·
Utrecht ·
Zeeland ·
Zuid-Holland